# 王子谷剛志
王子谷剛志（Ojitani Takeshi，1992年6月9日—）生於大阪府泉佐野市，是一名日本男子柔道運動員，他曾獲得2014年亞洲運動會柔道比賽男子100公斤以上級冠軍及男子團體銅牌。

## 外部連結
- JudoInside.com （页面存档备份，存于）
- 王子谷剛志的X（前Twitter）
- 王子谷剛志的Instagram帳戶